# Liste von Zwischenfällen bei Aeroflot
Die Liste von Zwischenfällen bei Aeroflot zeigt eine Übersicht über die Zwischenfälle mit Todesfolge oder Totalschaden von Flugzeugen bei der sowjetischen, später russischen Fluggesellschaft Aeroflot.
Für Aeroflot sind von ihrer Gründung bis Januar 2024 insgesamt 1589 Totalverluste von Flugzeugen verzeichnet. Dabei kamen insgesamt 9029 Personen ums Leben. In der Unfall-Datenbank von Aviation Safety Network gibt es jedoch keinen absolut vollständigen Gesamtüberblick über Aeroflot-Unfälle in der gesamten Sowjetunion.
Bei der Einordnung dieser Zahlen ist jedoch zu berücksichtigen, dass die sowjetische Luftfahrt eine völlig andere Struktur hatte als im Westen üblich. Die Aeroflot umfasste die komplette zivile Luftfahrt sowie einen Teil der militärischen Flugzeuge, zeitweise trugen etwa 10.000 Flugzeuge des zivilen Flugbereichs den Namen Aeroflot. Insgesamt war diese Fluggesellschaft sehr eng mit den sowjetischen Luftstreitkräften verwoben.  Auszüge:

## Bis 1991
Hier sind Unfälle aufgeführt, von denen Flugzeuge mit sowjetischen Luftfahrzeugkennzeichen (CCCP-Hinweis: kyrillische Buchstaben, entsprechen lat. / gesprochen wie SSSR) betroffen waren. Solche mit russischen Kennzeichen (RA-) werden im Folgeabschnitt erwähnt.

## 1940er-Jahre
- Am 18. Dezember 1943 stürzte eine Douglas DC-3/C-47A-25-DL der sowjetischen Aeroflot (Luftfahrzeugkennzeichen CCCP-L825) bei Schneefall und niedrigen Wolken einen Kilometer südwestlich von Ramenye (Region Kalinin, Sowjetunion) auf eine Wiese. Von der Maschine aus sollten Versorgungsgüter für Partisanen abgeworfen werden, jedoch wurde das Zielgebiet in schlechtem Wetter nicht gefunden. Alle 14 Insassen, fünf Besatzungsmitglieder und 9 Passagiere, wurden getötet.[2]
- Am 4. Dezember 1945 wurde eine Douglas DC-3/C-47B-10-DK der Aeroflot (CCCP-L950) während eines nächtlichen Anflugs bei Nebel und niedrigen Wolken gegen den Mast eines Radiosenders geflogen. Die Maschine stürzte nahe dem Flughafen Nowosibirsk-Sewerny (Sowjetunion) ab. Bei diesem CFIT (Controlled flight into terrain) wurden alle 16 Insassen getötet, vier Besatzungsmitglieder und 12 Passagiere.[3]
- Am 5. November 1946 kam es bei Schlechtwetterverhältnissen und chaotischen Zuständen bei der Flugsicherung am Flughafen Moskau-Wnukowo binnen weniger als 50 Minuten zu drei Abstürzen von Passagiermaschinen der Aeroflot (Li-2 CCCP-L4181, DC-3 CCCP-L946, Li-2 CCCP-L4207). Dies geschah, nachdem die Flugzeuge jeweils mehr als 2 Stunden um den Flughafen flogen und ihnen der Treibstoff ausging.[4][5][6]
- Am 5. März 1947 entschieden sich die Piloten einer Douglas DC-3/C-47B-10-DK der Aeroflot (CCCP-L952) auf dem Flug von Tiflis nach Moskau, die Strecke abzukürzen und über den Hauptkamm des Kaukasus (Sowjetunion) zu fliegen. Die Maschine flog in Wolken ein und prallte gegen einen Berghang. Durch diesen CFIT (Controlled flight into terrain) wurden alle 23 Insassen getötet, vier Besatzungsmitglieder und 19 Passagiere. Das Wrack wurde erst ein Vierteljahr später zufällig gefunden, am 20. Juni 1947.[7]
- Am 22. April 1947 kam es bei einer Douglas DC-3 der Aeroflot (CCCP-L1204) während eines Fluges über der sibirischen Tundra zu einem Ausfall beider Triebwerke und einem totalen Stromausfall. Die Maschine musste in einem menschenleeren Gebiet auf der Taimyrhalbinsel notgelandet werden. Die Notlandung überlebten alle 34 Insassen, jedoch konnte die Maschine von den Behörden zunächst nicht gefunden werden. Neun Männer, die nach vier Tagen losgezogen waren, um Hilfe zu holen, starben. Die restlichen Insassen konnten 20 Tage nach der Notlandung lebend geborgen werden.[8]
- Am 16. Mai 1947 wurde eine Douglas DC-3/C-47A-1-DK der Aeroflot (CCCP-L1048) bei Anflugbedingungen unter den vorgeschriebenen Wetterminima am Flughafen Chabarowsk (Sowjetunion) gegen den Turm einer Rundfunkstation geflogen und stürzte ab. Durch diesen CFIT (Controlled flight into terrain) wurden alle 22 Insassen getötet, fünf Besatzungsmitglieder und 17 Passagiere.[9]

## 1950er-Jahre
- Am 12. August 1951 stürzte eine Lissunow Li-2 der Aeroflot (Luftfahrzeugkennzeichen CCCP-L4314) nach einem zweifachen Triebwerksausfall beim Flugplatz Wiljuisk ab. Zwei der sechzehn Personen an Bord starben.[10]
- Am 30. April 1953 musste eine Iljuschin Il-12P der Aeroflot (CCCP-L1777) auf dem Flug von Moskau zum Flughafen Kasan im Anflug infolge eines Vogelschlags in der Wolga notgewassert werden. Die Notwasserung überlebten alle 23 Insassen, jedoch ertrank ein mit einem dicken Mantel bekleideter Fluggast später in dem Fluss.[11]
- Am 15. August 1957 kollidierte eine Iljuschin Il-14 der Aeroflot (СССР-L1874) im Endanflug auf den Flughafen Kopenhagen-Kastrup mit einem Schornstein des Kraftwerks H.C. Ørsted Værket und stürzte ins südliche Hafenbecken von Kopenhagen. Die Maschine kam vom Flughafen Riga-Spilve. Alle 23 Insassen kamen ums Leben (siehe auch Aeroflot-Flug 103).[12]

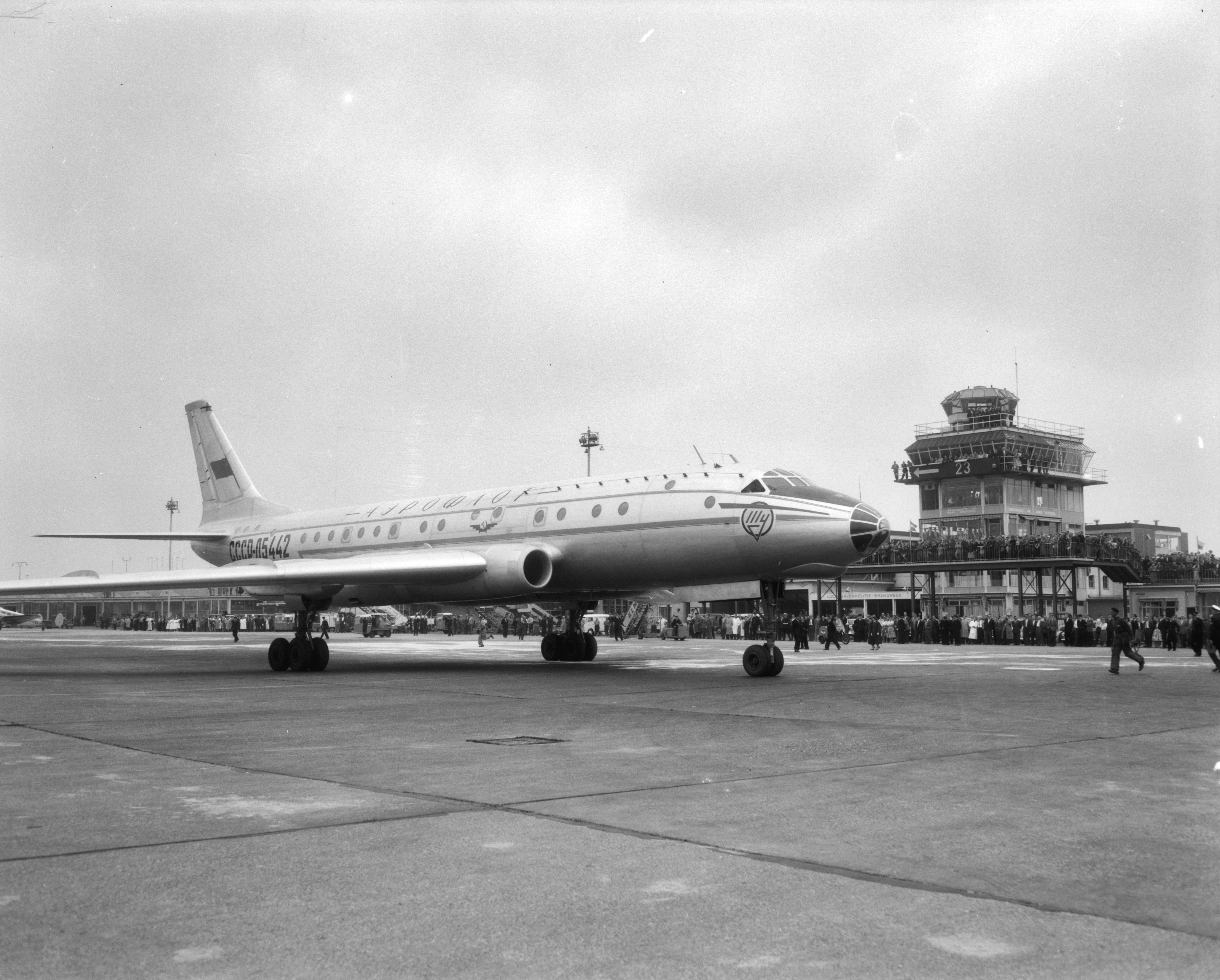
Die am 15. August 1958 verunglückte Maschine

- Am 15. August 1958 verunglückte eine Tupolew Tu-104 der Aeroflot (CCCP-L5442) auf dem Flug von Chabarowsk nach Irkutsk, wobei alle 64 Insassen starben, zehn Besatzungsmitglieder und 54 Passagiere. Die Piloten waren in eine Zone mit Schlechtwetterbedingungen eingeflogen. Die Maschine geriet in starke Aufwinde, wodurch es zum Triebwerksausfall und Strömungsabriss kam.[13]
- Am 17. Oktober 1958 stürzte eine Tupolew Tu-104A der Aeroflot (CCCP-42362) auf dem Flug zwischen Peking und Moskau-Wnukowo nach der Zwischenlandung auf dem Flughafen Omsk bei Kanasch, Sowjetunion ab. Alle 71 Fluggäste sowie die neunköpfige Besatzung kamen ums Leben. Die Maschine stieg aus einer Höhe von etwa 10.000 m beim Durchfliegen eines starken Aufwindes unerwartet auf ca. 12.000 m und geriet in einen unkontrollierbaren Flugzustand. Durch den daraufhin zu hohen Anstellwinkel fielen beide Triebwerke aus, die Maschine sackte ab, ging in einen steilen Sturzflug über und prallte nahe km 636 der Eisenbahnstrecke Moskau–Kasan mit hoher Geschwindigkeit auf den Boden (siehe auch Flugunfall bei Kanasch).[14]
- Am 16. November 1959 verunglückte eine Antonow An-10 der Aeroflot (CCCP-11167) auf dem Inlandslinienflug von Moskau bei der Landung auf dem Flughafen Lwiw, wobei alle 40 Insassen starben. Der Absturz ereignete sich, weil der Anstellwinkel am Höhenleitwerk unter den herrschenden Vereisungsbedingungen überkritische Werte erreichte. Nach dem Ausfahren der Landeklappen senkte die Maschine ihre Nase und ging in einen Sturzflug über, aus dem sie aufgrund der geringen Flughöhe nicht mehr abgefangen werden konnte (siehe auch Aeroflot-Flug 315 (1959)).[15]

## 1960er-Jahre
- Am 26. Februar 1960 verunglückte eine Antonow An-10 der Aeroflot (Luftfahrzeugkennzeichen CCCP-11180) auf dem Inlandslinienflug von Moskau bei der Landung auf dem Flughafen Lwiw, wobei 32 der 33 Insassen starben. Der Absturz ereignete sich, wie schon im Vorjahr bei einer baugleichen Maschine auf einem Flug mit derselben Flugnummer, weil der Anstellwinkel am Höhenleitwerk unter den herrschenden Vereisungsbedingungen überkritische Werte erreichte. Nach dem Ausfahren der Landeklappen senkte die Maschine ihre Nase und ging in einen Sturzflug über, aus dem sie aufgrund der geringen Flughöhe nicht mehr abgefangen werden konnte.[16]

- Am 10. Dezember 1960 verunglückte eine Antonow An-2T der Aeroflot (CCCP-33181), mit der ein Flug von Semipalatinsk nach Abai durchgeführt wurde. Die Maschine war ohne einen gültigen meteorologischen Bericht gestartet und traf entlang der Flugstrecke auf sehr schwierige Wetterbedingungen. Als 45 Kilometer vom Startflughafen eine Kehrtwende für die Umkehr nach Semipalatinsk geflogen wurde, bewegten sich mehrere Passagiere in den hinteren Rumpfbereich zur Bordtoilette. Hierdurch kam es zu einer Schwerpunktverlagerung, die zu einem Strömungsabriss und schließlich zum Absturz der Maschine führte. Alle 12 Insassen kamen ums Leben.[17]

- Am 16. März 1961 musste eine Tupolew Tu-104B der Aeroflot (CCCP-42438) nahe dem Flughafen Swerdlowsk-Kolzowo notlanden. In einer Höhe von etwa 150 Metern fiel kurz nach dem Start das rechte Triebwerk aus. Die Piloten stellten jedoch versehentlich das linke Triebwerk ab. Ohne Triebwerksleistung kam es zur Notlandung auf einem kleinen gefrorenen See, über den die Maschine 870 Meter weit rutschte und dann mit Bäumen und einem Haus kollidierte. Fünf der 51 Insassen und zwei Personen am Boden kamen dabei ums Leben (siehe auch Aeroflot-Flug 068).[18]

- Am 17. Dezember 1961 berührte auf einem Flug einer Iljuschin Il-18 der Aeroflot (CCCP-75654) von Moskau nach Sotschi einer der Piloten versehentlich in Reiseflughöhe den Hebel zur Aktivierung der Landeklappen. Die Klappen wurden daraufhin auf 40 Grad voll ausgefahren, wodurch es zum Kontrollverlust und Absturz kam. Alle 59 Insassen der Maschine starben.[19]

- Am 27. Januar 1962 stürzte eine Antonow An-10A der Aeroflot (CCCP-11148) einen Kilometer südwestlich des Flughafens Uljanowsk-Baratajewka (Sowjetunion) ab. Auf dem Flug zum Nachtflug-Training ging kurz nach dem Abheben der Propeller Nr. 4 (rechts außen) in den Umkehrschub, woraufhin die Maschine 1090 Meter hinter der Startbahn aufschlug. Von den 14 Insassen wurden 13 getötet, es überlebte nur einer der Auszubildenden; die vier Ausbilder sowie neun Pilotenanwärter kamen ums Leben.[20]

- Am 30. Juni 1962 stürzte eine Tupolew Tu-104 der Aeroflot (CCCP-42370) auf dem Flug von Belaja nach Omsk nahe Krasnojarsk ab, wobei alle 84 Personen an Bord getötet wurden. Während offizielle Stellen von einem Absturz nach einem Brand im Cockpit berichteten, ließen physische Befunde auf einen versehentlichen Abschuss schließen.[21]

- Am 6. Juli 1962 kam es bei einer Iljuschin Il-14 der Aeroflot (CCCP-91554) auf dem Flug von Buxoro nach Taschkent zur Bruchlandung nach einem Triebwerksausfall, wobei 11 der 38 Insassen starben (siehe auch Aeroflot-Flug 40).[22]

- Am 28. Juli 1962 wurde eine Antonow An-10A der Aeroflot (CCCP-11186) 21 Kilometer südöstlich des Zielflughafens Sotschi (Sowjetunion) in einer Höhe von 610 Metern in einen Hügel geflogen. Bei diesem CFIT (Controlled flight into terrain) wurden alle 81 Insassen, sieben Besatzungsmitglieder und 74 Passagiere, getötet.[23]

- Am 7. August 1962 wurde eine Tupolew Tu-114D der Aeroflot (CCCP-76479) auf dem Flughafen Moskau-Wnukowo (Sowjetunion) bei Wartungsarbeiten irreparabel beschädigt, als das Bugfahrwerk plötzlich eingefahren wurde. Ein junger Ingenieur arbeitete an der Elektronik des Flugzeugs und schaffte es irgendwie, den Schutzmechanismus zu umgehen, der das Einfahren des Fahrwerks am Boden verhinderte. Über Personenschäden ist nichts bekannt, es gab jedoch keine Todesfälle.[24]

- Am 8. Februar 1963 stürzte eine Antonow An-10A der Aeroflot (CCCP-11193) 10 Kilometer östlich des Flughafens von Syktywkar (Sowjetunion) in einen Wald. Die Maschine war auf einem nächtlichen Prüfungsflug im Endanflug, als die Triebwerke 1, 2 und 3 wegen Vereisung der Triebwerkseinläufe ausfielen. Es kam zum Strömungsabriss und Absturz, wobei alle 7 Besatzungsmitglieder, die einzigen Insassen, ums Leben kamen.[25]

- Am 26. Februar 1963 musste eine Iljuschin Il-18W der Aeroflot (CCCP-75732) während eines Frachtfluges auf dem gefrorenen Meer der Jemlinskaja-Bucht notlanden. Durch eine undichte Leitung in Triebwerk Nr. 2 war heiße Luft entwichen, die auf weitere Leitungen traf, die für Elektrik, Treibstoffversorgung und die Segelstellung zuständig waren. Dadurch fielen Triebwerke Nr. 1 und Nr. 2 aus, deren Propeller auch nicht in Segelstellung gebracht werden konnten, sondern ins sogenannte „Windmilling“ gerieten; außerdem brach ein Feuer aus. Obwohl mindestens drei Insassen sich nach der Notlandung aus eigenen Kräften aus der Maschine befreien konnten, starben letztlich alle 10 Insassen, da in dem Gebiet Temperaturen von −18 °C herrschten und die Maschine erst nach sechs Tagen gefunden wurde (siehe auch Flugunfall der Iljuschin Il-18 CCCP-75732 der Aeroflot).[26]

- Am 4. April 1963 schaltete das Triebwerk Nr. 4 einer Iljuschin Il-18W der Aeroflot (CCCP-75866) auf einem Flug von Moskau nach Krasnojarsk in einer Flughöhe von 8.000 Metern in die Schubumkehr, was so viel Luftwiderstand erzeugte, dass die Piloten die Kontrolle über die Maschine verloren. Die Maschine stürzte bei Urachtscha in Tatarstan zu Boden, wobei alle 67 Insassen starben (siehe auch Aeroflot-Flug 25).

- Am 2. Januar 1965 verunglückte eine Lissunow Li-2 der Aeroflot (CCCP-63842) kurz nach dem Start vom Flughafen Derweze, weil aufgrund einer Fehlbedienung der Treibstoffanlage ein leerer Tank für den Antrieb der Triebwerke ausgewählt wurde. Bei dem Unfall kamen alle 24 Personen an Bord ums Leben (siehe auch Aeroflot-Flug 112).

- Am 1. Januar 1966 kam es bei einer Iljuschin Il-14P der Aeroflot (CCCP-61618) im Reiseflug von Magadan nach Petropawlowsk zu einem Triebwerksausfall. Da die Höhe nicht gehalten werden konnte, schlug der Copilot eine Notlandung im Schnee vor. Der Kapitän lehnte dies jedoch ab. Die Maschine flog in die Flanke des Berges Yurchik, 60 Kilometer nordwestlich Petropawlowsk-Kamtschatski. Alle 23 Insassen, 5 Besatzungsmitglieder und 18 Passagiere, kamen dabei ums Leben (Flugunfall der Iljuschin Il-14 CCCP-61618 der Aeroflot).[27]

- Am 14. Januar 1966 verunglückte eine Antonow An-2 der Aeroflot (CCCP-02185) auf dem Flug vom Sowchos Kommunism zum Flughafen Samarqand. Der Flugkapitän war von der vorgeschriebenen Flugroute abgewichen, zumal er in Eile war, da sich seine Frau im Krankenhaus und seine Kinder unbeaufsichtigt zu Hause befanden. Die Flugsicherung wies ihn an, eine Umleitung zu fliegen, für die vom Fluginformationsdienst nur unpräzise und fehlerhafte Wetterangaben vorlagen. Beim Flug entlang eines Gebirgszuges verlor die Maschine durch katabatische Winde an Höhe und kollidierte mit einem Berg, wobei alle 11 Insassen starben.[28]

- Am 17. Februar 1966 kam es zum einzigen tödlichen Flugunfall mit einer Tupolew Tu-114D der Aeroflot (CCCP-76491). Die Maschine sollte zum Flughafen Conakry (Guinea) fliegen. Die Start- und Landebahn auf dem Flughafen Moskau-Scheremetjewo (Sowjetunion) war geräumt, aber nicht auf der gesamten Breite. Der Schnee an den Rändern der Startbahn schränkte die Sichtbarkeit der Befeuerung ein. Beim Start prallte die Tu-114 mit dem linken Hauptfahrwerk gegen eine Schneewehe. Der Kapitän lenkte das Flugzeug nach rechts, wodurch der Propeller Nr. 3 (rechts innen) auf die Landebahn aufschlug. Das Flugzeug stürzte neben die Startbahn und fing Feuer. Von den 66 Insassen kamen 21 ums Leben.[29]

- Am 23. April 1966 verunglückte eine Iljuschin Il-14P der Aeroflot (CCCP-61772) auf dem Flug von Baku nach Machatschkala, nachdem Probleme mit beiden Triebwerken aufgetreten waren. Bei dem Unfall wurden alle 33 Insassen getötet. Da die Maschine weitgehend intakt aus dem Kaspischen Meer gehoben wurde, gingen die Unfallermittler davon aus, dass die Piloten nach dem Triebwerksausfall eine Notwasserung vorgenommen hatten.[30]

- Am 7. September 1966 stieß ein Passagier einer Antonow An-2 der Aeroflot (CCCP-79816) auf dem Flug von Duschanbe nach Murghob im Flug versehentlich eine Dose Aceton um, welches sich daraufhin entzündete. Die Maschine flog zu diesem Zeitpunkt durch einen Canyon, in dem eine Notlandung praktisch unmöglich war. Der Flugkapitän versuchte dennoch, eine 180-Grad-Kurve für eine Landung zu fliegen. Das Manöver misslang, die Maschine kollidierte mit einem Kamm des Canyons und stürzte ab, woraufhin alle sechs Insassen starben (siehe auch Flugunfall der Antonow An-2 CCCP-79816 der Aeroflot).[31]

- Am 16. November 1967 stürzte eine Iljuschin Il-18W der Aeroflot (CCCP-75538) kurz nach dem Start zum Flughafen Taschkent drei Kilometer östlich des Flughafens Jekaterinburg auf einen Acker. Nach dem Abheben war ein Triebwerksbrand entstanden; der betreffende Propeller konnte jedoch nicht in Segelstellung gebracht werden. Durch den erhöhten Luftwiderstand in Verbindung mit dem maximalen Startgewicht kam es in einer Höhe von 200 Meter zum Kontrollverlust und Absturz. Keiner der 99 Passagiere und 8 Besatzungsmitglieder überlebte den Absturz.[32]

- Am 7. März 1968 stürzte eine Tupolew Tu-124 der Aeroflot (CCCP-45019) kurz nach dem Start vom Flughafen Wolgograd nach 1640 Metern Flugstrecke ab, nachdem die Piloten versehentlich die Störklappen aktiviert hatten. Bei dem Zwischenfall wurde von 49 Menschen an Bord eine Person, der Navigator, getötet. Bei der Untersuchung wurde festgestellt, dass der Schalter für die Störklappen sehr ungünstig angebracht war, so dass ein versehentliches Aktivieren leicht passieren konnte.[33]

- Am 8. August 1968 verunglückte eine Antonow An-10A der Aeroflot (CCCP-11172) auf dem Flughafen Mirny (Sowjetunion). Als während des Landeanflugs das Fahrwerk ausgefahren wurde, fiel das linke Hauptfahrwerk zu Boden. Die Piloten entschlossen sich zu einer Notlandung auf einem unbefestigten Streifen am Flughafen. Nach dem Aufsetzen drehte die Maschine nach links und kollidierte mit einem Fahrzeug. Das Flugzeug wurde irreparabel beschädigt. Alle Insassen überlebten den Unfall.[34]

- Am 25. Juni 1969 brach bei einer Antonow An-12 der Aeroflot (CCCP-11380) während der Landung auf dem Flughafen Mirny (Sowjetunion) das rechte Hauptfahrwerk ab. Das Flugzeug wurde irreparabel beschädigt. Alle Insassen überlebten den Unfall.[35]

- Am 3. August 1969 stürzte eine Antonow An-24 der Aeroflot (CCCP-46248) auf dem Flug von Dnipropetrowsk nach Winnyzja durch einen Propellerblattbruch kurz nach dem Start ab, wobei alle 55 Insassen starben.[36]

- Am 12. Oktober 1969 wurde eine Antonow An-10 der Aeroflot (CCCP-11169) auf dem Flughafen Mirny (Sowjetunion) bei der Landung vor der verschobenen Landeschwelle auf der verschneiten Landebahn aufgesetzt. Dabei wurde das Flugzeug irreparabel beschädigt. Alle Insassen überlebten den Unfall.[37]

## 1970er-Jahre
- Am 1. April 1970 stürzte eine Antonow An-24B der Aeroflot (Luftfahrzeugkennzeichen CCCP-47751) 20 Kilometer südöstlich von Togutschin, Sowjetunion in der Region Novosibirsk nach einem Zusammenstoß mit zwei Wetterballons ab, wobei alle 45 Insassen starben.[38]

- Am 15. Mai 1970 stürzte eine Antonow An-10A der Aeroflot (CCCP-11149) auf einem Trainingsflug am Flughafen Chișinău ab. Beim Durchstarten waren zwei der vier Triebwerke abgestellt. Dabei war das Flugzeug außer Kontrolle geraten. Alle 11 Besatzungsmitglieder, die einzigen Insassen, wurden getötet.[39]

- Am 8. August 1970 unternahmen die Piloten einer Antonow An-10A der Aeroflot (CCCP-11188) eine Notlandung in einem Feld 38 Kilometer nördlich vom Flughafen Chișinău, nachdem es im Flug von Winnyzja nach Simferopol zu einem uneingedämmten Triebwerksschaden und Brand an Triebwerk Nr. 4 gekommen war. Bei der Notlandung brach ein Teil des Kabinenbodens ein, wodurch ein Passagier so schwer verletzt wurde, dass er auf dem Weg ins Krankenhaus verstarb. Die übrigen 113 Insassen überlebten (siehe auch Aeroflot-Flug 888).[40]

- Am 31. März 1971 verunglückte eine Antonow An-10 der Aeroflot (CCCP-11145) beim Landeanflug auf den Flughafen Luhansk. Wegen Strukturversagens (Verlust des rechten Außenflügels) stürzte die Maschine 13 Kilometer südwestlich des Zielflughafens ab. Alle 65 Insassen (acht Mann Besatzung und 57 Passagiere) kamen bei dem Unfall ums Leben.[41]

- Am 10. Oktober 1971 stürzte eine Tupolew Tu-104 der Aeroflot CCCP-42490 auf dem Flug von Moskau-Wnukowo nach Simferopol kurz nach dem Start wegen einer Bombenexplosion ab, wobei alle 25 Insassen starben.[42]

- Am 12. Oktober 1971 brach an einer Antonow An-10A der Aeroflot (CCCP-11137) bei der Landung auf dem Flughafen Chișinău das Hauptfahrwerk zusammen. Das Flugzeug wurde irreparabel beschädigt. Alle Insassen überlebten den Unfall.[43]

- Am 13. November 1971 geriet eine Antonow An-24 der Aeroflot (CCCP-46378) beim Endanflug auf Kertsch (von Simferopol kommend) in ein Gebiet mit lokalen Nebel. Die Besatzung ließ das Flugzeug unter den Gleitpfad sinken, bis es am Stadtrand von Wojkowe, 2.610 Meter vor der Landebahnschwelle, gegen einen Betonmast einer Hochspannungsleitung prallte. Zu diesem Zeitpunkt flog das Flugzeug 17 Meter unter dem Niveau der Landebahn. Das Flugzeug kollidierte mit dem Dach einer Lagerhalle und stürzte ab. Alle vier Besatzungsmitglieder und sechs der elf Passagiere kamen ums Leben.[44]

- Im Februar 1972 (genaues Datum unbekannt) wurde eine Antonow An-10 der Aeroflot (CCCP-11142) auf dem Flughafen Rostow am Don (Sowjetunion) durch ein Feuer zerstört. Menschen kamen nicht zu Schaden.[45]

- Am 30. April 1972 wurde eine Antonow An-10 der Aeroflot (CCCP-11159) bei einer besonders harten Landung auf dem Flughafen Moskau-Wnukowo (Sowjetunion) irreparabel beschädigt. Alle Insassen überlebten den Unfall.[46]

- Am 4. Mai 1972 verunglückte eine Jakowlew Jak-40 der Aeroflot (CCCP-87778) beim Landeanflug auf Bratsk. Als Ursache wurden die Witterungsbedingungen angegeben, von denen die Besatzung überrascht wurde.[47]

- Am 18. Mai 1972 stürzte eine Antonow An-10A der Aeroflot (CCCP-11215) 24 Kilometer vor dem Zielflughafen Charkiw bei gutem Wetter ab, nachdem beide Tragflächen abgebrochen waren. Alle 122 Personen an Bord der vollbesetzten Maschine wurden getötet, sieben Besatzungsmitglieder und 115 Passagiere. Es war der folgenschwerste Unfall einer An-10. Das elf Jahre alte Flugzeug hatte erst 15.483 Flugstunden und 11.105 Flüge absolviert. Als Ursache wurden Ermüdungsbrüche an der Rumpf- und Tragflächenstruktur festgestellt. Nach weiteren Untersuchungen an anderen An-10, bei denen sich ebenfalls derartige Schäden zeigten, wurde der Typ 1973 aus dem Dienst der Aeroflot genommen.[48]

- Am 1. Oktober 1972 stürzte eine Iljuschin Il-18W der Aeroflot (CCCP-75507) kurz nach dem Start vom Flughafen Sotschi ins Schwarze Meer, wobei alle 109 Insassen starben. Da ein Großteil der Trümmer nie geborgen wurde, konnte die Absturzursache nie geklärt werden.[49]

- Am 13. Oktober 1972 wurde eine Iljuschin Il-62 der Aeroflot (CCCP-86671) beim Anflug auf den Flughafen Moskau-Scheremetjewo in ein Waldstück 12 Kilometer vor der Landebahn geflogen, nachdem ein Sinkflug in der Endanflugsphase aus ungeklärter Ursache bis zum Aufprall fortgesetzt wurde. Alle 174 Menschen an Bord starben (siehe auch Aeroflot-Flug 217).[50]

- Am 4. November 1972 wurde eine Antonow An-24B der Aeroflot (CCCP-46202) im Anflug auf den Flughafen Kursk Wostotschny (UdSSR) unter schwierigen Wetterbedingungen, zu denen auch Schneefall gehörte, unter den Gleitpfad geflogen. Das Flugzeug berührte 2.500 Meter vor der inneren Markierung Bäume; es kam zu einer Bruchlandung. Die Maschine ging in Flammen auf. Alle drei Besatzungsmitglieder, die einzigen Insassen auf dem Überführungsflug, überlebten diesen CFIT (Controlled flight into terrain).[51]

- Am 21. Januar 1973 stürzte eine Antonow An-24 der Aeroflot (CCCP-46276) im Distrikt Bolschesosnowski nach einem Zusammenstoß mit einem unbekannten Objekt ab, vermutlich einem Wetterballon. Die Maschine war auf einem Linienflug von Krasnodar nach Perm, als sie aus einer Höhe von 5400 Metern abstürzte. Dabei starben alle 39 Insassen.[52]

- Am 19. Februar 1973 unterschritt eine aus Moskau-Scheremetjewo kommende Tupolew Tu-154 (CCCP-85023) der Aeroflot während des Anflugs auf die Landebahn 25 (heute Landebahn 24) am Flughafen Prag den Gleitpfad und schlug 467 Meter vor der Bahn mit dem Bugrad zuerst auf dem Boden auf. Anschließend brach in dem Flugzeugwrack ein Feuer aus. Von den 100 Insassen kamen 66 ums Leben, vier von 13 Crewmitgliedern und 62 von 87 Passagieren (siehe auch Aeroflot-Flug 141).[53]

- Am 28. Februar 1973 stürzte eine Jakowlew Jak-40 der Aeroflot (CCCP-87602) kurz nach dem Start vom Flughafen Semipalatinsk ab. Die Absturzursache konnte nie vollständig geklärt werden. Alle 32 Insassen, drei Besatzungsmitglieder und 29 Passagiere, kamen ums Leben (siehe auch Aeroflot-Flug X-167).[54][55]

- Am 18. Mai 1973 zündete ein Flugzeugentführer in einer Tupolew Tu-104B der Aeroflot (CCCP-42411) eine Bombe, woraufhin das Flugzeug östlich des Baikalsees abstürzte. Alle 81 Insassen kamen ums Leben.[56]

- Am 9. Juli 1973 kam es in einer Tupolew Tu-124 der Aeroflot (CCCP-45062) auf dem Flug von Kuibyschew nach Simferopol zu einem uneingedämmten Triebwerksschaden, wodurch zwei der 61 Insassen starben und das Flugzeug schwer beschädigt wurde. Nach dem Zwischenfall entstand eine Panik an Bord, wodurch die Steuerung der Maschine erschwert wurde. Der Besatzung gelang eine Notlandung auf dem Flughafen Kuibyschew (heute Samara) (siehe auch Aeroflot-Flug 5385).[57]

- Am 18. August 1973 kam es bei einer Antonow An-24 (CCCP-46435) kurz nach dem Abheben vom Flughafen Baku-Bina mit Ziel Schewtschenko zum Ausfall des linken Triebwerks. Anstatt über dem Kaspischen Meer auf die Sicherheitsmindesthöhe zu steigen, flogen die Piloten eine Linkskurve und stürzten auf einem Ölbohrgelände ab. Von den 64 Insassen überlebten der Kapitän, der Flugingenieur und 6 Passagiere. (siehe auch Aeroflot-Flug A-13).[58]

- Am 30. September 1973 stürzte eine Tupolew Tu-104B der Aeroflot (CCCP-42506) vier Minuten nach dem Start vom Flughafen Swerdlowsk (heute Jekaterinburg) zum Flughafen Omsk zehn Kilometer südwestlich des Startflughafens in einen Wald. Offensichtlich führte ein Ausfall der Wechselstromversorgung zum Versagen beider künstlicher Horizontinstrumente und daraus resultierend zum Kontrollverlust und folgenden Absturz. Alle 108 Insassen, die acht Besatzungsmitglieder und 100 Passagiere kamen ums Leben (siehe auch Aeroflot-Flug 3932).[59]

- Am 13. Oktober 1973 kam es an Bord einer Tupolew Tu-104W der Aeroflot (CCCP-42486) im Flug zu einem Ausfall der Künstlichen Horizonte und der Kurskreisel aufgrund eines Stromausfalls. Weil es schon dunkel und wolkig war, verloren die Piloten die räumliche Orientierung; die Maschine stürzte 17 Kilometer nordwestlich des Zielflughafens Moskau-Domodedowo ab. Bei dem Absturz starben alle 122 Personen an Bord der Maschine, acht Besatzungsmitglieder und 114 Passagiere.[60]

- Am 16. Dezember 1973 stürzte eine Tupolew Tu-124W der Aeroflot (CCCP-45061) auf dem Flug von Vilnius zum Flughafen Moskau-Wnukowo durch einen Kontrollverlust infolge einer unkommandierten Verstellung der Höhenflosse bei Karacharowo ab, 16 Kilometer nördlich von Sobinka. Bei dem Unfall kamen alle 51 Insassen ums Leben, die sechs Besatzungsmitglieder und 45 Passagiere.[61]

- Am 23. Dezember 1973 verunglückte eine Tupolew Tu-124W der Aeroflot (CCCP-45044) auf dem Flug nach Kiew. Kurz nach dem Start vom Flughafen Lwiw löste sich eine Verdichterschaufel im linken Triebwerk, wodurch es zu heftigen Vibrationen kam, die wiederum eine Treibstoffleitung zerrissen. Daher brach ein Feuer im Rumpfheck aus. Es kam zum Absturz bei Wynnyky, 13 Kilometer östlich des Startflughafens, wobei alle 17 Insassen starben, die sechs Besatzungsmitglieder und 11 Passagiere.[62]

- Am 27. April 1974 explodierte kurz nach dem Start einer Iljuschin Il-18W der Aeroflot (CCCP-75559) vom Flughafen Leningrad zu einem Charterflug die Kompressorscheibe am Triebwerk Nr. 4, woraufhin Treibstoffleitungen durchtrennt wurden und das Triebwerk in Brand geriet. Den Piloten gelang es nicht mehr, den Flughafen für eine Notlandung zu erreichen. Bei dem Absturz in einem Feld starben alle 109 Insassen.[63]

- Am 2. Mai 1974 verunglückte eine Jakowlew Jak-40 der Aeroflot (CCCP-87398) beim Start auf dem Flughafen Rostow am Don aufgrund eines zu spät eingeleiteten Startabbruchs. Einer der 38 Passagiere starb.[64]

- Am 3. Januar 1976 stürzte eine Tupolew Tu-124V der Aeroflot (CCCP-45037) 7 Kilometer westlich des Startflughafens Moskau-Wnukowo (Sowjetunion) ab. Unmittelbar nach dem Start von der Startbahn 24 geriet das Flugzeug in Wolken. Kurz darauf fielen beide künstlichen Horizonte aus. Die Piloten  hatten keine visuellen Anhaltspunkte außerhalb des Flugzeugs mehr und verloren das Lagebewusstsein. Das Flugzeug neigte sich nach links, bis der Rollwinkel etwa 95 Grad erreichte. Mit einer Sinkgeschwindigkeit von 50 m/s schlug das Flugzeug auf dem Boden auf und zerstörte mehrere Häuser. Alle 61 Insassen, Besatzungsmitglieder und Passagiere, kamen ums Leben. In einem der Häuser wurde ein weiterer Mensch getötet. Dies war der schwerste Unfall einer Tu-124, gemessen an  der Zahl der Todesopfer.[65]

- Am 9. September 1976 kollidierte eine Jakowlew Jak-40 der Aeroflot (СССР-87772) mit einer Antonow An-24 derselben Gesellschaft (СССР-46518 ) über dem Schwarzen Meer in der Nähe von Anapa. Alle 70 Insassen beider Maschinen starben (siehe auch Flugzeugkollision von Anapa).[66][67]

- Am 28. November 1976 verunglückte eine Tu-104B (CCCP-42471) kurz nach dem Start vom Flughafen Moskau-Scheremetjewo resultierend aus Kontrollverlust bei Schlechtwetter. Alle 67 Passagiere und sechs Crewpersonen kamen dabei ums Leben.[68]

- Am 17. Dezember 1976 wählten die Piloten einer Jakowlew Jak-40 der Aeroflot (CCCP-88208) beim Start vom Flughafen Ust-Kut die falsche Starttechnik, als sie die Landeklappen zu früh einfuhren und die Längsneigung reduzierten. In der Dunkelheit erkannten sie den anschließenden Sinkflug der Maschine nicht. Die Jak-40 schlug 1,5 Kilometer hinter dem Flughafen auf dem Boden auf, wobei alle sieben Insassen getötet wurden.[69]

- Am 30. März 1977 kam es auf dem Flughafen Schdanow (nach 1989 Mariupol) zu einem Unfall, als die Piloten einer Jakowlew Jak-40 der Aeroflot (CCCP-87738) aus Dnepropetrowsk in aufsteigendem Nebel bei der Landung die Orientierung verloren. Beim Durchstarten kollidierte das Flugzeug 1,5 Kilometer vom Flughafen entfernt in einer Höhe von nur 6 Metern über dem Boden mit einem neun Meter hohen Mast, geriet in Seitenlage, stürzte auf ein Feld und fing Feuer. Durch diesen CFIT (Controlled flight into terrain) wurden 8 Insassen getötet, außerdem 20 verletzt.[70]

- Am 7. Oktober 1978 stürzte eine Jakowlew Jak-40 der Aeroflot (CCCP-87437) auf dem Flug vom Flughafen Swerdlowsk nach Qostanai kurz nach dem Start ab, wobei alle 38 Insassen starben.[71]

- Am 23. Oktober 1978 verunglückte eine Antonow An-24 der Aeroflot (CCCP-46327) auf dem Flug von Stawropol nach Simferopol, wobei alle 26 Insassen starben. Ursächlich für den Unfall war ein Kontrollverlust infolge vereister Triebwerke, da die Enteisungsanlage während des Fluges zu spät eingeschaltet wurde.[72]

- Am 17. März 1979 wurde eine Tupolew Tu-104B der Aeroflot (CCCP-42444) kurz vor der Landung auf dem Flughafen Moskau-Wnukowo ins Gelände geflogen, wobei 58 von 119 Insassen ums Leben kamen.[73]

- Am 11. August 1979 stießen auf Grund des Fehlers eines Fluglotsen zwei Aeroflot-Maschinen des Typs Tupolew Tu-134 im Luftraum von Dniprodserschynsk zusammen (CCCP-65816 und CCCP-65735). Alle 178 Insassen an Bord beider Flugzeuge kamen bei dem Zusammenstoß ums Leben.[74]

- Am 29. August 1979 fuhren an einer von Kiew nach Kasan fliegenden Tupolew Tu-124 der Aeroflot (CCCP-45038) im Reiseflug die Landeklappen aus. Es kam daraufhin zum Kontrollverlust und Absturz, wobei alle 63 Insassen starben.[75]

## 1980er-Jahre
- Am 8. Juli 1980 kam es bei einer Tupolew Tu-154 der Aeroflot (Luftfahrzeugkennzeichen СССР-85355) kurz nach dem Start vom Flughafen Almaty auf Grund von Scherwinden und einem Downburst zu einem Strömungsabriss; die Maschine stürzte ab. Alle 166 Personen an Bord kamen bei dem Unfall ums Leben.[76]

- Am 8. März 1981 wurde eine Antonow An-24T der Aeroflot (СССР-46280) im Anflug auf den Flugplatz Kursk-Wostotschny 400 Meter vor dem Flughafen in den Boden geflogen. Das Flugzeug fing Feuer und brannte aus. Alle fünf Besatzungsmitglieder, die einzigen Insassen auf dem Frachtflug, überlebten diesen CFIT (Controlled flight into terrain).[77]

- Am 24. August 1981 kollidierte ein Bomber des Typs Tupolew Tu-16 siebzig Kilometer östlich Sawitinsk, Oblast Amur (Sibirien) mit einer Antonow An-24 der Aeroflot (CCCP-46653). Dabei wurden alle 6 Insassen des Bombers sowie 31 der 32 Personen an Bord der Antonow getötet. Eine Passagierin überlebte den Absturz. Ursache war mangelhafte Koordination zwischen militärischer und ziviler Flugsicherung (siehe auch Aeroflot-Flug 811).[78]

- Am 28. Juni 1982 verunglückte eine Jakowlew Jak-42 der Aeroflot (CCCP-42529) auf dem Flug von Leningrad nach Kiew durch einen mechanischen Defekt in der Trimmung des Höhenleitwerks. Alle 132 Insassen kamen bei dem Absturz ums Leben.[79]

- Am 6. Juli 1982 stürzte eine Iljuschin Il-62 der Aeroflot (CCCP-86513) auf dem Flug vom Flughafen Moskau-Scheremetjewo nach Freetown in Sierra Leone ab. Sekunden nach dem Start war ein Triebwerk explodiert und hatte einen Brand im Heck der Maschine ausgelöst. Die Piloten stellten nacheinander zwei Triebwerke ab und änderten den Kurs, um zum Flughafen zurückzukehren. Bei dem Versuch, die Flughöhe zu halten, kam es zu einem Strömungsabriss und das Flugzeug stürzte ab. Von den 90 Personen an Bord starben 89 durch den Absturz, der letzte überlebende Fluggast erlag zwei Tage später seinen schweren Verletzungen.[80]

- Am 29. September 1982 kam eine Iljuschin Il-62 der Aeroflot (CCCP-86470) bei der Landung auf dem Flughafen Luxemburg-Findel nach rechts von der Landebahn 06 ab und fing Feuer, nachdem kurz vor der Landung die Schubumkehr des Triebwerks Nr. 1 versagt hatte. Die Maschine sollte von Moskau über Luxemburg nach Lima fliegen. Sieben Menschen starben, 26 wurden verletzt. Die restlichen 44 Passagiere blieben unversehrt (siehe auch Aeroflot-Flug 343).[81]

- Am 24. Dezember 1983 stürzte eine Antonow An-24RW der Aeroflot (CCCP-46617) nach einem Strömungsabriss beim Durchstarten nach einem misslungenen Landeanflug auf den Flughafen Leschukonskoje ab. Von den 49 Personen an Bord überlebten nur 5 den Unfall.[82]

- Am 11. Oktober 1984 kollidierte eine Tupolew Tu-154B-1 der Aeroflot (CCCP-85243) bei der Landung auf dem Flughafen Omsk um 5:41 Uhr (UTC+7) mit drei auf der Landebahn befindlichen Arbeitsfahrzeugen. Dabei starben 174 der 179 Menschen an Bord sowie vier Insassen der Fahrzeuge. Die Maschine sollte von Krasnodar nach Nowosibirsk über Omsk fliegen. Es war einer der schwersten Flugunfälle Russlands. Einer der Fluglotsen des Kontrollturms war eingeschlafen und hatte daher den Anfluglotsen nicht über die Fahrzeuge informiert (siehe auch Aeroflot-Flug 3352).[83]

- Am 4. Dezember 1984 verloren die Piloten einer Let L-410MA der Aeroflot (CCCP-67225) im Anfangssteigflug nach dem Start vom Flughafen Kostroma die Kontrolle über die Maschine, nachdem sie beim Durchfliegen einer Wolkendecke wegen defekter Künstlicher Horizonte die Orientierung verloren hatten. Es gelang ihnen, beim Austreten aus der Wolkendecke die Kontrolle über die Maschine wiederzuerlangen, jedoch flogen sie kurz darauf erneut in eine Wolkendecke ein, woraufhin es zur erneuten räumlichen Desorientierung und zum Absturz kam. Bei dem Unfall kamen alle 10 Personen an Bord ums Leben.[84]

- Am 23. Dezember 1984 verunglückte eine Tupolew Tu-154 der Aeroflot (CCCP-85338) auf dem Flug von Krasnojarsk nach Irkutsk. Wenige Minuten nach dem Start war eine Niederdruckkompressorscheibe in einem der Triebwerke gebrochen. Die umherfliegenden Trümmer beschädigten Kraftstoffleitungen sowie die elektrischen Leitungen zu einem weiteren Triebwerk und es kam zu einem Feuer an Bord. Die Piloten versuchten, zum Flughafen Jemeljanowo zurückzukehren. Während der Notlandung stürzte das Flugzeug ab, wobei 110 der 111 Passagiere an Bord starben.[85]

- Am 1. Februar 1985 machten die Piloten einer Tupolew Tu-134 der Aeroflot (CCCP-65910) kurz nach dem Start vom Flughafen Minsk 2 eine Notlandung in einem Wald, 10 Kilometer vom Flughafen entfernt. Kurz nacheinander waren beide Triebwerke ausgefallen, da sie abgelöste Eisklumpen von den nicht korrekt enteisten Tragflächen eingesaugt hatten. Bei dem Unfall wurden 58 Insassen getötet, 55 Passagiere und 3 Besatzungsmitglieder; 22 Insassen überlebten (siehe auch Aeroflot-Flug 7841).[86]

- Am 10. Juli 1985 war es während des Flugs einer Tupolew Tu-154 der Aeroflot (CCCP-85311) von Qarshi nach Sankt Petersburg nach dem Abheben auf Grund von zu geringer Fluggeschwindigkeit zu Vibrationen gekommen. Die Piloten nahmen irrtümlicherweise ein Triebwerksproblem als Ursache an und zogen die Schubhebel zweimal hintereinander in den Leerlauf. Dadurch erhöhte sich der Anstellwinkel um 25°, es kam zum Strömungsabriss an den Tragflächen und einem Flammabriss an den Triebwerken. Das Flugzeug stürzte nahe Uchquduq ab, wobei alle 200 Personen an Bord starben.[87]

- Am 17. Mai 1986 flogen die Piloten einer Jakowlew Jak-40 der Aeroflot (CCCP-87928) während eines Testfluges verbotene Kunstflugmanöver, darunter eine Fassrolle. Dabei wurden die strukturellen Belastungsgrenzen der Maschine überschritten, woraufhin diese in der Luft zerbrach und zu Boden stürzte. Bei dem Unfall kamen alle fünf Insassen ums Leben.[88]

- Am 2. Juli 1986 musste eine Tupolew Tu-134 der Aeroflot (CCCP-65120) auf dem Flug vom Flughafen Syktywkar nach Moskau im Gelände notlanden, nachdem ein Feuer ausgebrochen war, wobei 54 der 94 Insassen starben. Mutmaßliche Brandquelle waren Gefahrgüter, die durch einen Passagier an Bord genommen worden waren.[89]

- Am 14. Oktober 1986 kam es an einer Let L-410 der Aeroflot (CCCP-67264) beim Start vom Flughafen Ust-Maja zu einem Strömungsabriss. Die Maschine stürzte in den Fluss Aldan und ging innerhalb von zwei bis drei Minuten komplett unter. Alle 14 Insassen überlebten den Absturz zunächst weitestgehend unverletzt, ertranken jedoch im Wrack der Maschine, da sie die Türen wegen des Wasserdrucks nicht öffnen konnten.[90]

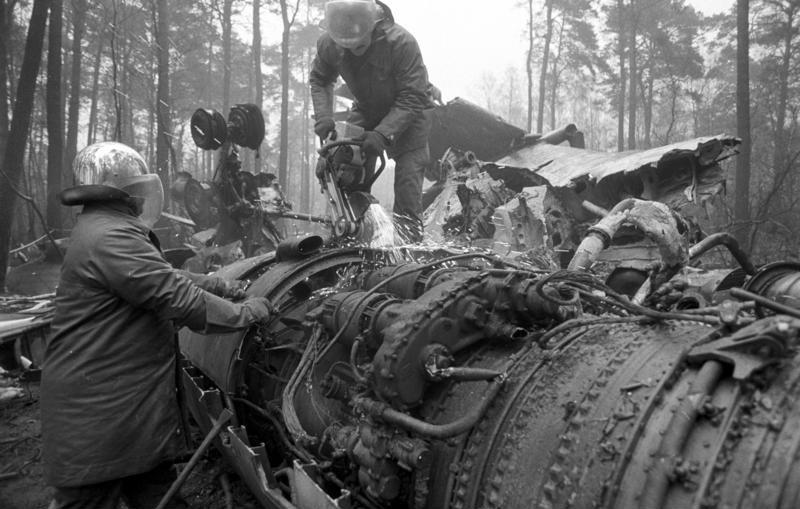
Bergungsarbeiten an der am 12. Dezember 1986 bei Berlin abgestürzten Tupolew Tu-134

- Am 20. Oktober 1986 verunglückte eine Tupolew Tu-134A der Aeroflot (CCCP-65766) auf dem Flug von Jekaterinburg nach Grosny bei der Zwischenlandung am Flughafen Kuibyschew, Sowjetunion. Der Kapitän hatte beim Landeanflug mit seinem Kopiloten gewettet, dass er das Flugzeug nur mit den Instrumenten landen könne, und verhängte dazu die Cockpit-Fenster. Von den 85 Passagieren und 7 Crew-Mitgliedern starben 70 beim Unfall und teils später im Krankenhaus.[91][92]

- Am 12. Dezember 1986 verunglückte eine Tupolew Tu-134 der Aeroflot (CCCP-65795) am Flughafen Berlin-Schönefeld. Die Piloten flogen während des Landeanflugs irrtümlich eine gesperrte Landebahn an. Als das Flugzeug durch die tiefliegende Wolkendecke stieß, bemerkte die Besatzung ihren Irrtum, versuchte aber nicht, ein Durchstartmanöver einzuleiten, sondern änderte im letzten Moment den Kurs. Dabei streifte das Flugzeug mehrere Baumwipfel und stürzte in das angrenzende Waldstück (Controlled flight into terrain). Von 82 Personen an Bord starben 72.[93]

## 1990er-Jahre
- Am 13. Januar 1990 fielen in einer Tu-134A der Aeroflot (Luftfahrzeugkennzeichen CCCP-65951) auf dem Weg von Tjumen nach Ufa durch einen Brand in einem Frachtabteil Triebwerke und Elektrik aus. Bei der folgenden Notlandung nahe Perwouralsk (Russland) verloren 27 der 71 Insassen ihr Leben.[94]

- Am 1. August 1990 wurde eine aus Jerewan (Armenien) kommende Jakowlew Jak-40 der Aeroflot (CCCP-87453) während des Anflugs auf den Flughafen Stepanakert (Aserbaidschanische SSR) bei schlechter Sicht gegen einen Berg geflogen. Keiner der 46 Insassen überlebte diesen CFIT (Controlled flight into terrain).[95]

- Am 23. März 1991 schoss eine aus Taschkent kommende Antonow An-24 der Aeroflot (CCCP-46472) bei der Landung in Nawoi, Usbekistan über die Bahn hinaus und fing Feuer. Die vierköpfige Besatzung sowie 34 der 63 Passagiere kamen ums Leben. Die Maschine ist für 50 Passagiere zugelassen.[96]

- Am 7. November 1991 verunglückte eine Jakowlew Jak-40 der Aeroflot (CCCP-87526), unterwegs von Elista im Landeanflug, als sie 23 km westnordwestlich des Flughafens Machatschkala in einen Hügel geflogen wurde. Die Besatzung war sich ihrer Position nicht bewusst und ließ das Flugzeug über einem bergigen Gebiet in 550 Metern Höhe mit dem Berg Kukurtbash kollidieren. Anscheinend befanden sich von den 47 Passagieren 13 ohne Papiere an Bord des mit 32 Passagiersitzen ausgestatteten Flugzeugs. Außerdem wurde das maximale Startgewicht um 260 kg überschritten. Durch diesen CFIT (Controlled flight into terrain) wurden alle 51 Insassen getötet, die vier Besatzungsmitglieder und 47 Passagiere. Dies war der zweitschwerste Unfall einer Jak-40, gemessen an der Zahl der getöteten Insassen.[97]

- Am 26. November 1991 verunglückte vermutlich wegen eines vereisten Höhenleitwerks eine Antonow An-24 der Aeroflot (CCCP-47823) mit 41 Menschen an Bord beim Durchstartversuch im Landeanflug auf Bugulma, Tatarstan, Russland. Niemand überlebte.[98]

## Nach dem Zerfall der Sowjetunion 1991
Die offizielle Auflösung der Sowjetunion erfolgte zum 26. Dezember 1991.
Hier sind Unfälle aufgeführt, von denen Flugzeuge mit russischen Luftfahrzeugkennzeichen (RA-) oder ausländischen Kennzeichen (bei geleasten Maschinen) betroffen waren. Solche mit sowjetischen Kennzeichen (CCCP-) werden im vorhergehenden Abschnitt erwähnt. In wenigen Einzelfällen wurden auch nach 1991 noch illegal die CCCP-Kennzeichen verwendet.
Seit den frühen 1990er Jahren verbesserte sich die bis dahin sehr negative Sicherheitsbilanz der Aeroflot, da aufgrund der regionalen und strukturellen (Agrarflüge etc.) Aufteilung ihre Flotte ab 1992 um ca. 98 % verkleinert wurde. Aber auch seit 1990 kam es zu etlichen Totalverlusten bei Aeroflot und ihren verschiedenen „Civil Aviation Directorates“ bis zu deren Auflösung oder Verselbständigung. Beispiele:

## 1990er-Jahre
- Am 27. August 1992 wurde eine aus Donezk, Ukraine kommende Tupolew Tu-134A der Aeroflot (Luftfahrzeugkennzeichen CCCP-65058) beim Landeanflug auf Iwanowo, Russland 3 Kilometer vor dem Flughafen in den Boden geflogen. Dabei starben alle 84 Insassen. Die Unfallursache war ein Controlled flight into terrain (CFIT) (siehe auch Aeroflot-Flug 2808).[99]
- Am 8. März 1994 wurde mit einer Boeing 737-200 der indischen Sahara Airlines (VT-SIA) ein Trainingsflug am Flughafen Neu-Delhi durchgeführt. Fünf Touch-and-Go-Landungen erfolgten ohne besondere Vorkommnisse, nach der sechsten neigte sich die Maschine plötzlich stark nach links und stürzte auf das Vorfeld des internationalen Terminals. Das brennende Wrack der Maschine rutschte gegen eine Iljuschin Il-86 der Aeroflot (RA-86119), welche daraufhin ebenfalls in Brand geriet und zerstört wurde. Bei dem Unfall starben alle vier Besatzungsmitglieder der Boeing, in der Iljuschin vier weitere Menschen sowie eine Person auf dem Vorfeld. Ursache war die Betätigung des Seitenruders durch einen auszubildenden Piloten in die falsche Richtung bei einem simulierten Triebwerksausfall (siehe auch Flugunfall am Flughafen Delhi 1994).[100]

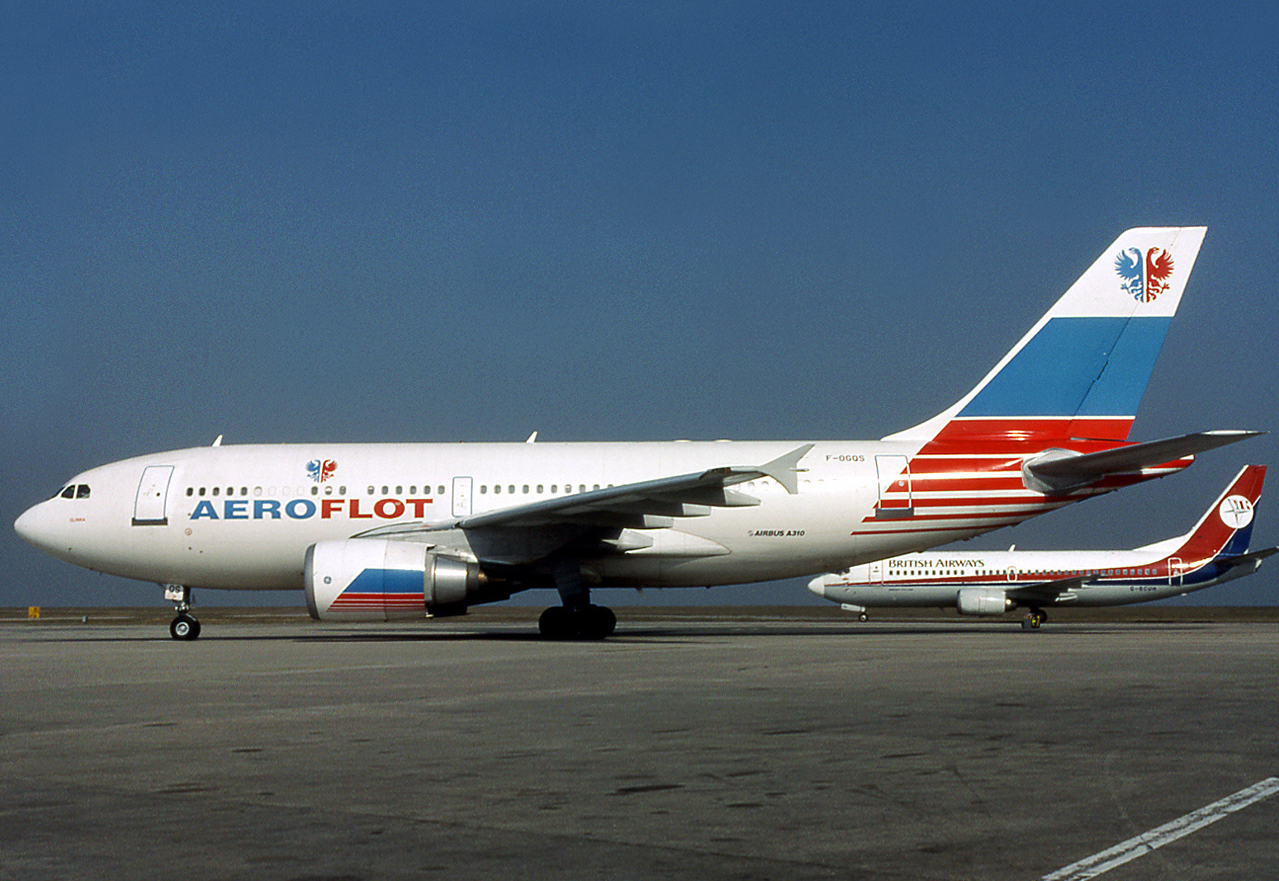
Der am 23. März 1994 verunglückte Airbus A310 der Aeroflot

- Am 23. März 1994 stürzte nahe der sibirischen Stadt Meschduretschensk ein Airbus A310-300 der Aeroflot (F-OGQS) ab, nachdem der Pilot seinen Sohn ans Steuer gelassen hatte. Dieser deaktivierte versehentlich einen Kanal des Autopiloten, wodurch das Flugzeug allmählich in eine abnormale Fluglage geriet, die von der Besatzung zu spät bemerkt wurde (siehe auch Aeroflot-Flug 593).[101]
- Am 8. November 1996 verunglückte eine Antonow An-124-100 (RA-82069), die zur Flotte der Aeroflot gehörte und von Ajax betrieben wurde, auf einem Charterfrachtflug vom Militärflugplatz Tschkalowski zum Flughafen Turin. Der Flug war ein Leerflug, in Turin sollten Ferrari-Sportwagen für den Sultan von Brunei verladen werden. Kurz vor dem Aufsetzen auf der Landebahn des Zielflughafens führten die Piloten einen Fehlanflug durch. Anschließend gelang es ihnen nicht, die in niedriger Höhe fliegende Maschine hochzuziehen. Die Antonow streifte im hinter dem Flughafen gelegenen Dorf San Francesco al Campo Bäume und Hausdächer, ehe sie schließlich mit einem Wohnhaus kollidierte. Bei dem Unfall wurden zwei der 23 Insassen der Maschine getötet, außerdem starben zwei Hausbewohner (siehe auch Aeroflot-Flug 9981).[102]

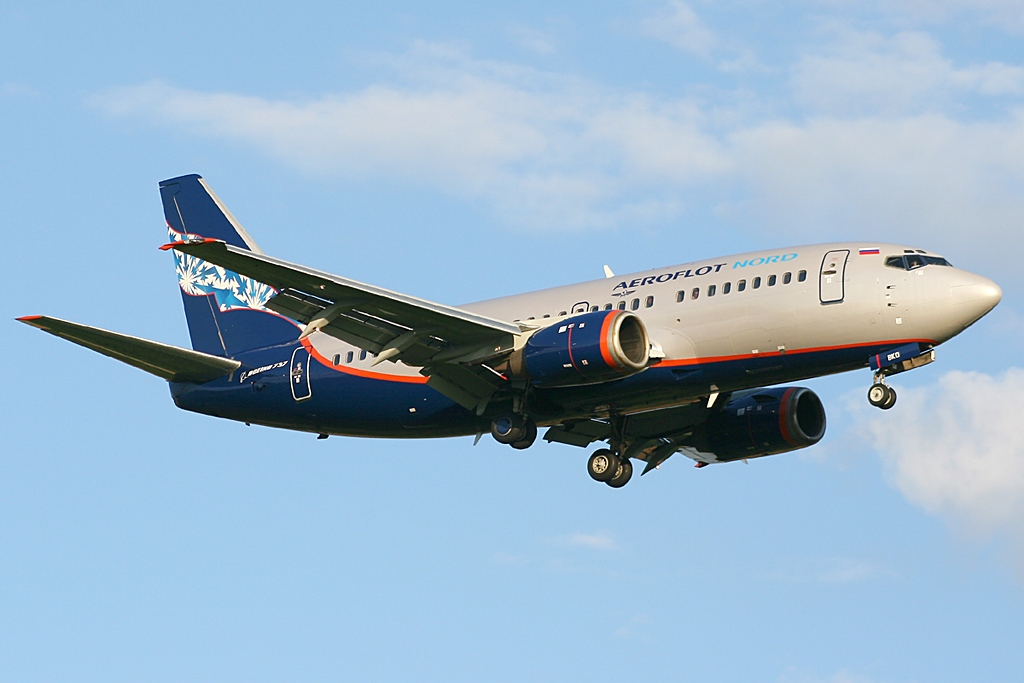
Die am 14. September 2008 verunglückte Boeing 737-500

## 2000–2009
- Am 14. September 2008 stürzte eine Boeing 737-500 (Luftfahrzeugkennzeichen VP-BKO) aus Moskau kommend während des Landeanflugs auf den Flughafen von Perm ab. Alle 88 Insassen kamen dabei ums Leben.[103] Obwohl der Flug aus dem Flugplan von Aeroflot stammte, war er nicht von Aeroflot selbst, sondern von deren Tochtergesellschaft Aeroflot-Nord im Rahmen eines gegenseitigen Beförderungsabkommens durchgeführt worden. Die Untersuchung ergab, dass der übermüdete und unter Alkoholeinfluss stehende Kapitän nach räumlicher Desorientierung die Kontrolle verloren hatte (siehe auch Aeroflot-Flug 821).[104]

## 2010–2019
- Am 3. Juni 2014 fing eine auf dem Flughafen Moskau-Scheremetjewo geparkte Iljuschin Il-96 (RA-96010) Feuer und brannte vollständig aus.[105]

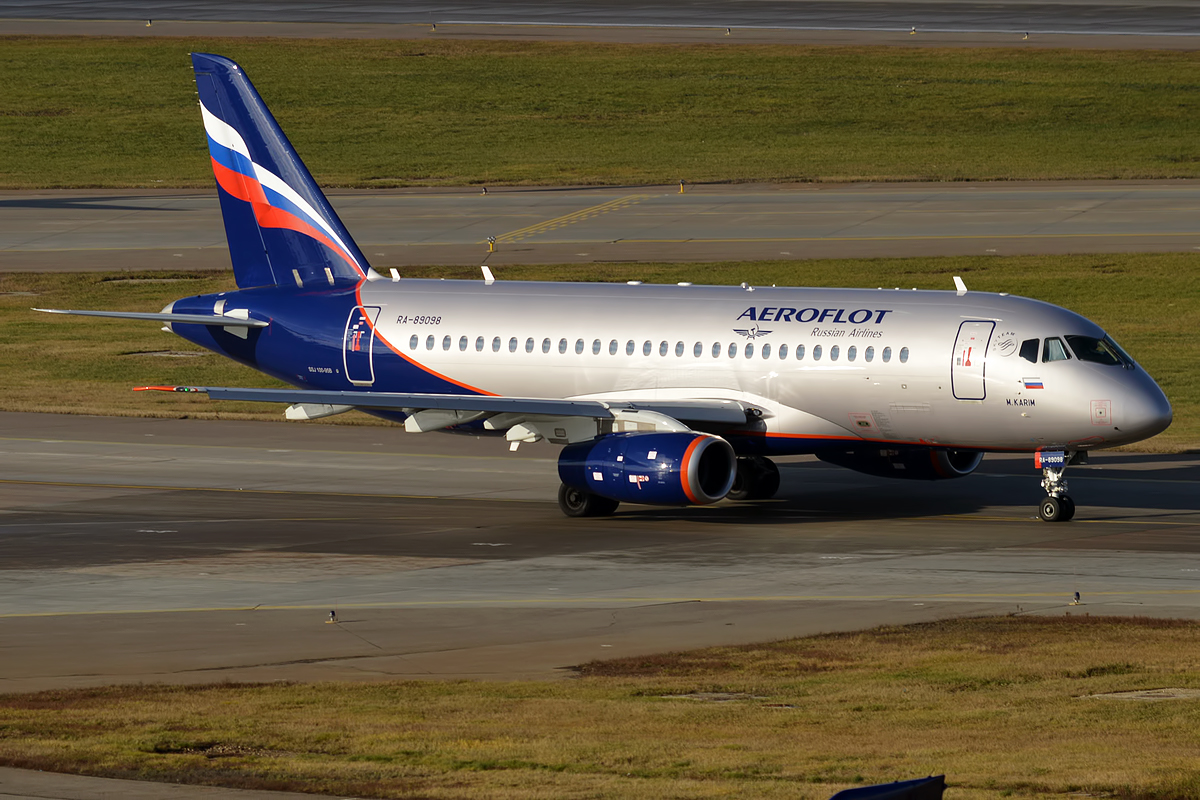
Der am 5. Mai 2019 verunglückte Suchoi Superjet 100 der Aeroflot

- Am 5. Mai 2019 setzte ein Pilot einer Maschine des Typs Suchoi Superjet-100 (RA-89098) sieben Minuten nach dem Start von Moskau-Scheremetjewo nach Murmansk ein Notsignal zu einem Funkausfall ab; laut Aussage einiger Passagiere und Besatzungsmitglieder war das Flugzeug vom Blitz getroffen worden. Die Besatzung entschied sich aufgrund des ausgefallenen Funks und ausgefallenen Autopiloten zu einer Rückkehr nach Scheremetjewo. Das Flugzeug setzte nach zweimaligem Wiederaufspringen mit maximalem Landegewicht hart auf, und nach Versagen der Hauptfahrwerke geriet auslaufender Treibstoff in Brand, der hintere Rumpf geriet in Vollbrand. Es gab 41 Tote.[106] Das Flugzeug fing Feuer und der hintere Teil der Maschine brannte aus (siehe auch Aeroflot-Flug 1492).[107]

## 2020–2029
Bisher keine Vorgänge von Relevanz.